# Gli immortali (romanzo James Gunn)
Gli immortali (The Immortals) è un romanzo di fantascienza dello scrittore statunitense James Gunn del 1962, pubblicato in Italia anche con il titolo Il rosso fiume dell'eternità.
Il romanzo è l'opera più famosa dello scrittore nella quale si immagina che una mutazione genetica, trasmissibile con trasfusioni di sangue, abbia reso immortale un gruppo di uomini; essi sono costretti a nascondersi per sfuggire ai mortali che, senza scrupoli, li vogliono rendere schiavi per impossessarsi del loro sangue.

## Storia editoriale
L'idea portante per il romanzo fu sviluppata dall'autore tra il 1952 e il 1954, partendo dalla domanda "cosa succederebbe se una mutazione genetica donasse agli individui l'immortalità grazie a una gammaglobulina che ne ringiovanisse l'apparato circolatorio?" Da questa traccia Gunn scrisse il racconto Sangue nuovo (New Blood), che il suo agente, Frederik Pohl, inviò al curatore della rivista Astounding, John W. Campbell. Il racconto fu accettato e pubblicato nel numero di novembre del 1955. A questo racconto seguì Donatrice (Donor), scritto nel 1955 ma pubblicato anni dopo, sul numero di novembre 1960 della rivista Fantastic Stories of the Immagination, quindi Medico (Medic), pubblicato nel numero di luglio 1957 della rivista Venture Science Fiction con il titolo Not So Great an Enemy e in ultimo Gli Immortali (The Immortals) pubblicato nel 1958 sul numero 4 della rivista Star Science Fiction, diretta da Frederik Pohl.
La prima edizione del romanzo del 1962, riunisce la serie di quattro racconti editi precedentemente, inseriti come altrettanti capitoli nell'opera: New Blood (1955), Donor (1960), Medic (1957) e Immortal, già pubblicato con il titolo The Immortals (1958).
Il romanzo, nel 1969, è stato adattato nella serie televisiva L'immortale (The Immortal) che è stata a sua volta trasposta dallo stesso Gunn nel romanzo The Immortal nel 1970.
Nel 2004 l'autore, su richiesta dell'editore Pocket Books ha ampliato il romanzo aggiungendo una nuova parte all'opera, Elisir, inserita come terzo capitolo.
Nel 1964 il romanzo è stato pubblicato per la prima volta in Italia con il titolo Il rosso fiume dell'eternità, ripubblicato nel 1982 con il titolo Gli immortali. Nel 2006 è stato ancora una volta ripubblicato, questa volta nella versione estesa composta da cinque capitoli.

## Opere derivate
- Il romanzo, nel 1969, è stato trasposto nella serie televisiva dell'ABC intitolata L'immortale (The Immortal);[1][3]
- nel 1970 dalla sceneggiatura della serie televisiva dell'ABC lo stesso Gunn ha tratto la versione romanzata, pubblicata anch'essa con il titolo The Immortal.[1][3]

## Edizioni
- (EN) James Gunn, The Immortals, 1ª ed., New York, Bantam Books, 1962,  p. 154.
- James Gunn, Il rosso fiume dell'eternità, traduzione di Mario Lamberti, I Romanzi del Cosmo, n. 144, Milano, Ponzoni editore, 1964,  p. 144.
- (EN) James Gunn, The Immortal, 1ª ed., New York, Bantam Books, 1970,  pp. 136. (adattamento letterario dell'omonima serie televisiva)
- James Gunn, Gli immortali, traduzione di Roberta Rambelli, Orizzonti. Capolavori di Fantasia e Fantascienza, XVI, Roma, Fanucci, 1982,  p. 194.
- James Gunn, Gli immortali, traduzione di Dario Rivarossa, Introduzione di Greg Bear, Urania, n. 1506, Milano, Mondadori, 2006,  p. 266.